# Chase Field
O Chase Field (originalmente Bank One Ballpark e também conhecido pelos fãs como The BOB) é um estádio localizado em Phoenix, Arizona. É a casa do time de baseball da MLB Arizona Diamondbacks. Inaugurado em 31 de março de 1998, foi o segundo estádio da MLB a ter teto retrátil (o primeiro foi o SkyDome, de Toronto) e o primeiro com teto retrátil e grama natural.
Tem capacidade para 48.569 torcedores. Recebeu o 4 jogos do World Series de 2001.
Em 2019, foi sede do evento da WWE Royal Rumble.
O nome do estádio era devido a um contrato de Naming rights com o Bank One de Chicago, o que originou o apelido The BOB, por causa das iniciais. Isso mudou em setembro de 2005, após o Bank One se fundir com a JP Morgan Chase, mas o apelido permanece.

## Galeria
- Exterior do estádio
- Piscina do estádio